# 181 (število)
181 (stó ênainósemdeset) je naravno število, za katerega velja 181 = 180 + 1 = 182 - 1.

## V matematiki
- šesto zvezdno število.
- deveto palindromno praštevilo.
- središčno kvadratno število.
- središčno petkotniško število.
- 181 je vsota petih zaporednih praštevil: 181 = 29 + 31 + 37 + 41 + 43.